# Săpun

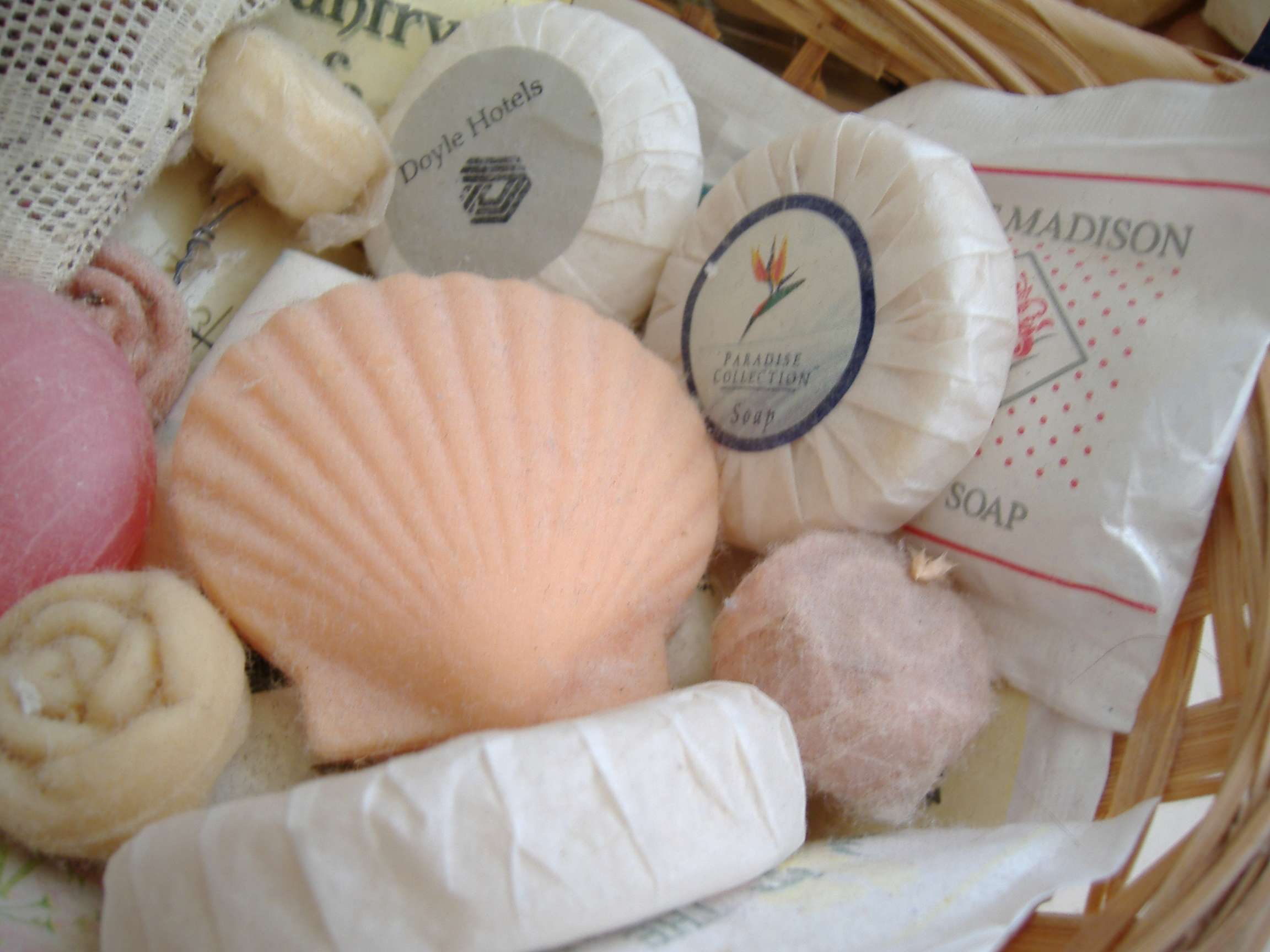
O colecție de săpunuri. Aceste tipuri de săpunuri se găsesc în hoteluri.

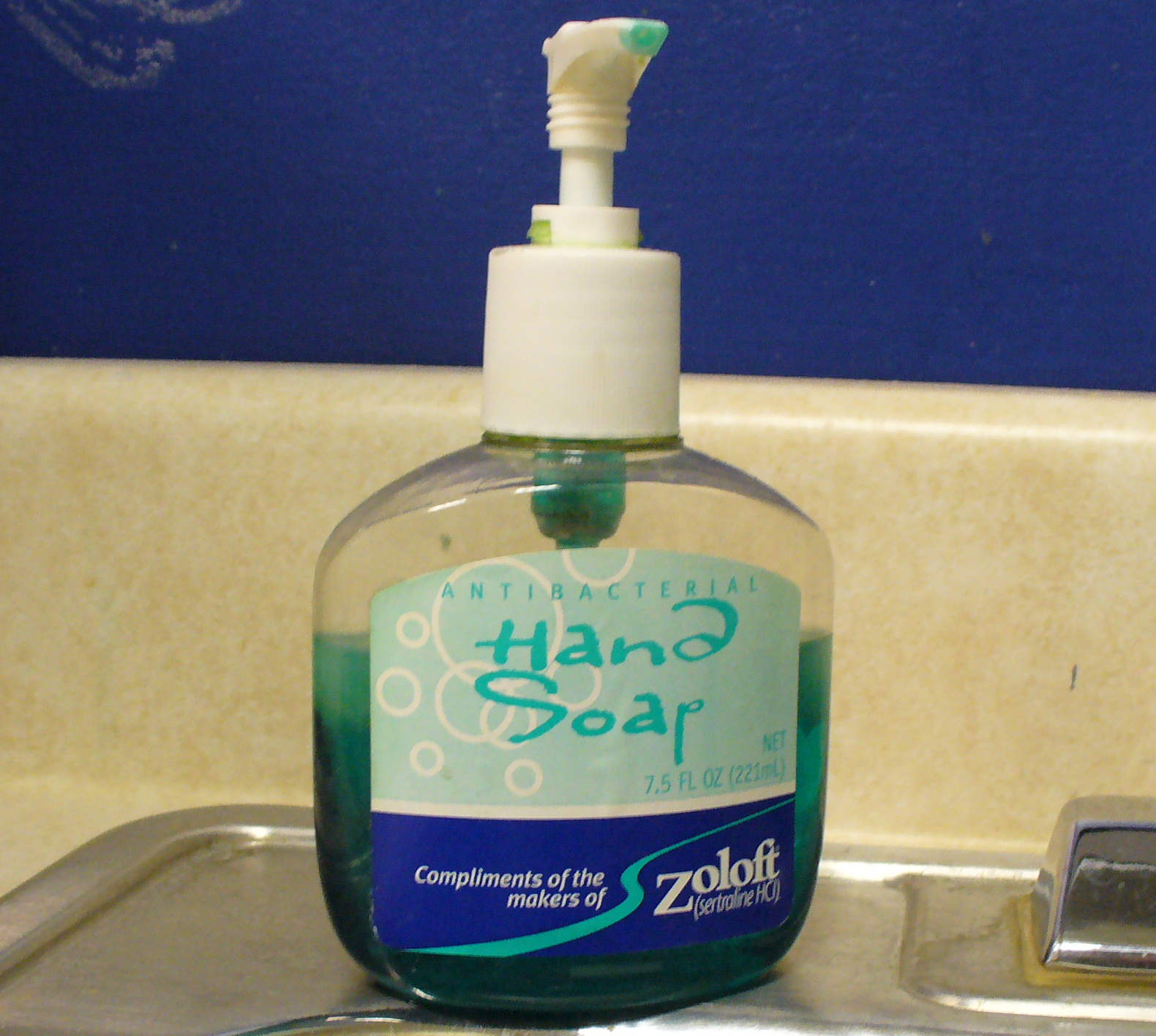
Săpun lichid

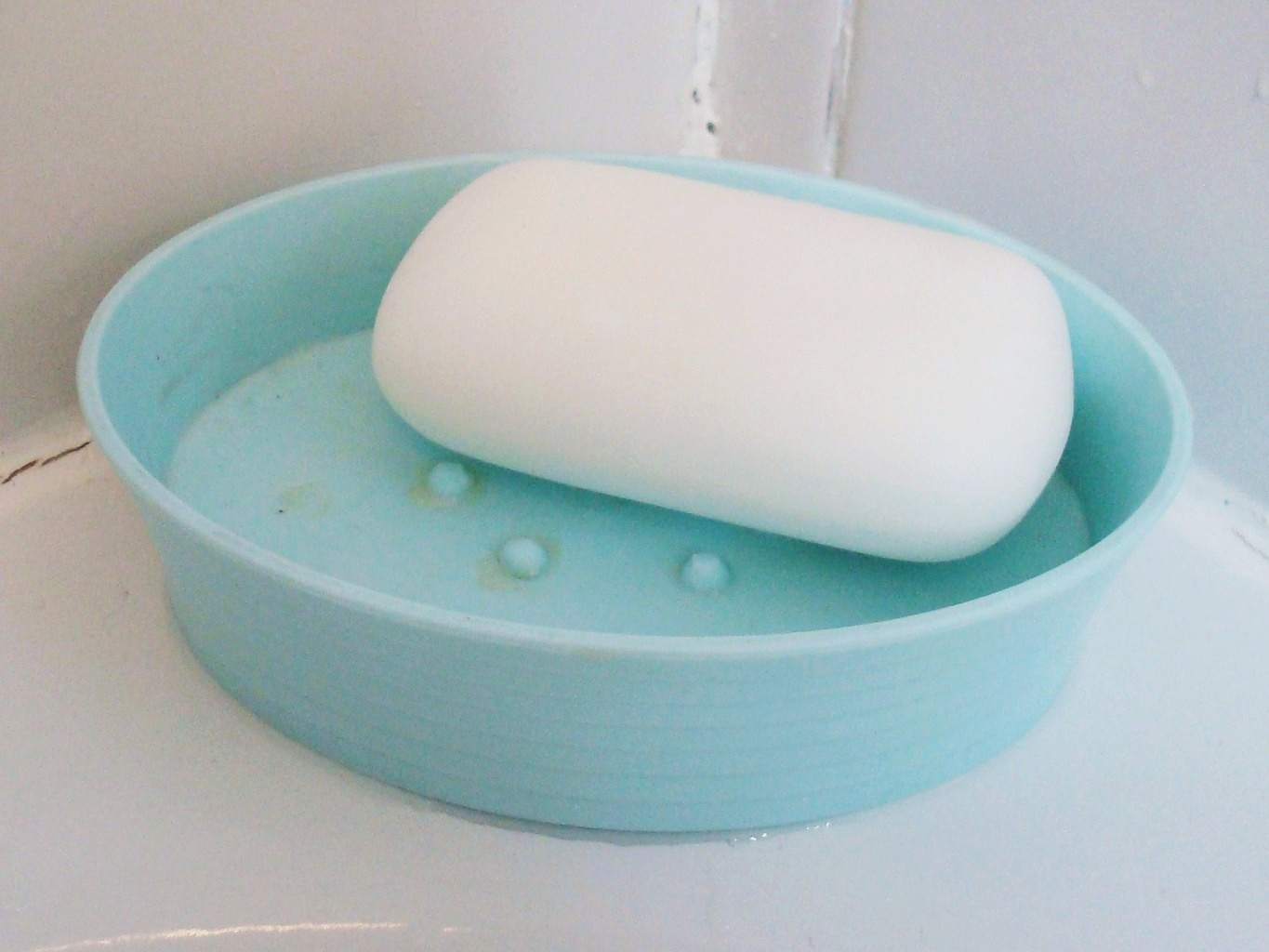
Săpun comun într-o săpunieră

Săpunurile sunt săruri cu diferite metale (sodiu, potasiu și altele) ale acizilor grași, cu cel puțin opt atomi de carbon în moleculă. Puterea de spălare se datorează faptului că moleculele de săpun aderă cu ușurință atât la moleculele nepolare (de exemplu, ulei și grăsimi), cât și la moleculele polare (de exemplu, apă).

## Obținere și clasificare
Săpunurile se obțin prin hidroliza alcalină a grăsimilor. Aceștia se împart în trei categorii:
- săpunuri de sodiu, din acizii carboxilici grași saturați care sunt solide și solubile în apă, săpunurile ce provin din acizi grași nesaturați sunt semilichide sau semisolide și sunt solubile în apă;
- săpunuri de potasiu, care sunt lichide și solubile în apă;
- săpunuri de aluminiu, mangan, calciu, bariu, care sunt solide și insolubile în apă – se folosesc pentru obținerea vaselinei.

Numai săpunurile care sunt solubile în apă pot fi folosite ca agenți de spălare, aceștia având o putere de spălare inferioară detergenților.

## Proprietăți fizice
Săpunurile sunt substanțe biodegradabile, obținute prin hidroliză bazică. Puterea de spălare este dată de natura acidului gras, de natura ionului metalic, ca și de concentrația în tenside. 
În apele dure (care conțin săruri solubile de Ca și Mg), săpunurile de Na și K se transformă, parțial, în săruri de Ca și Mg ale acizilor grași, greu solubile, care micșorează capacitatea de spălare.

## Proprietăți chimice
Un săpun are formula generală de mai jos și reacționează conform ecuației:
{\displaystyle R-COO^{-}Na^{+}\Longleftrightarrow R-COO^{-}+Na^{+}}, în prezența H2O.
Exemplu de săpun:
{\displaystyle {\begin{matrix}&O^{-}\\&/\quad \\\underbrace {CH_{3}-CH_{2}-CH_{2}-\cdots -CH_{2}} -&\underbrace {C=O-(OH)_{n}} \end{matrix}}}
Prima acoladă se numește parte hidrocarbonată, sau nepolară și reprezintă partea hidrofobă a săpunului, iar a doua acoladă se numește parte polară și reprezintă partea hidrofilă a săpunului.

## Utilizare
Datorită prezenței celor două părți net distincte în moleculă, săpunul are proprietăți tensioactive (modifică tensiunea superficială dintre faza apoasă și cea organică). Din acest motiv, săpunul are acțiune de spălare.
Săpunurile de sodiu se folosesc ca agenți de spălare, iar săpunurile de calciu, mangan, aluminiu, bariu se folosesc pentru prepararea unsorilor consistente și a pastelor adezive.

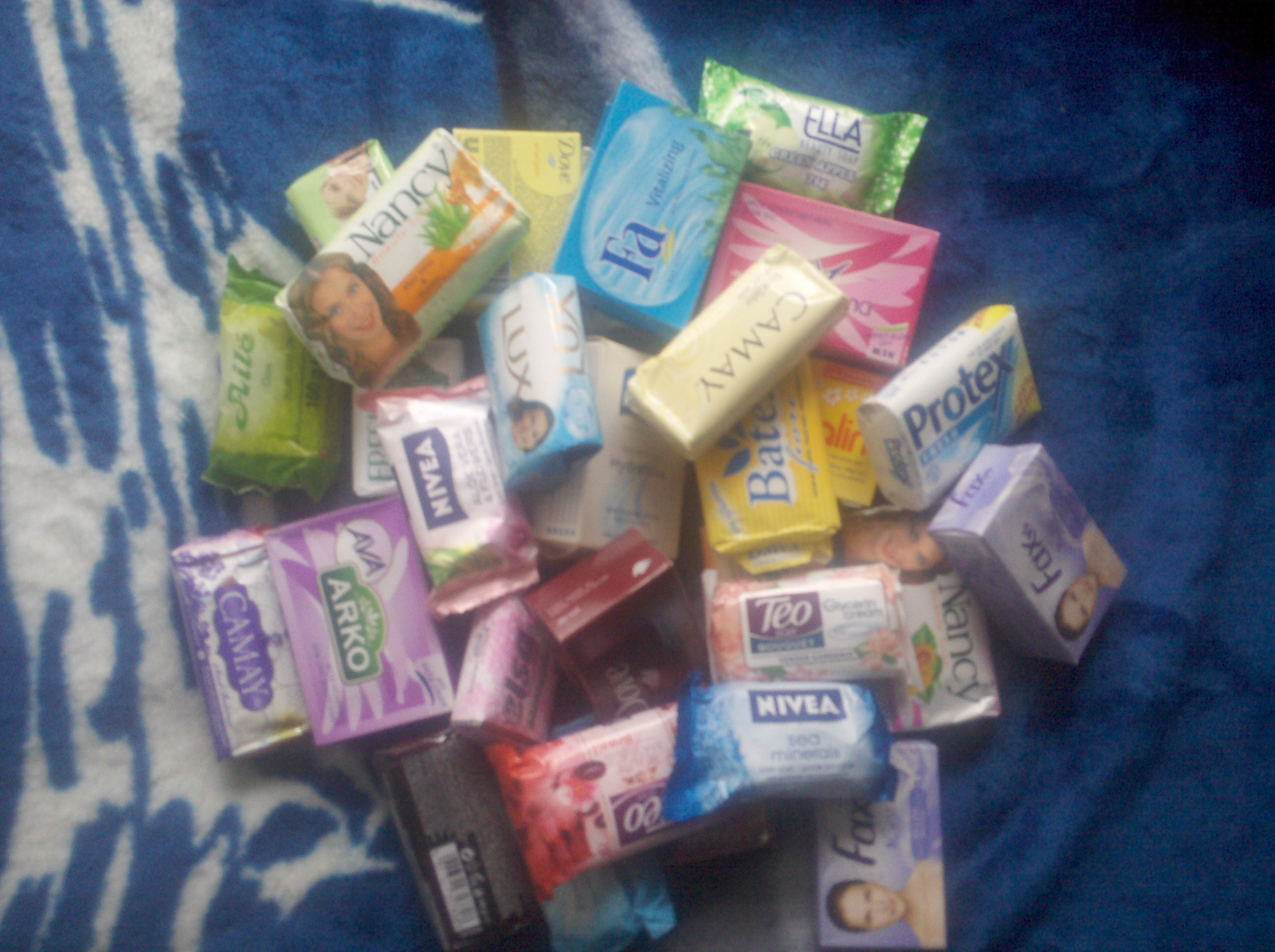
Diferite mărci de săpunuri

## Reglementări
În septembrie 2016, săpunul antibacterian a fost interzis pe piața din Statele Unite, pentru că „face mai mult rău decât bine”.